# بوبليوس كلوديوس بولكر
بوبليوس كلوديوس بولكر (باللاتينية: Publius Clodius Pulcher) هو سياسي شعبوي روماني من القرن الأول قبل الميلاد. ولد في سنة 93 ق م عرف بمعارضته ليوليوس قيصر و للحكم الثلاثي الأول. عارض أيضاً كل من شيشرون و تيتوس أنيوس ميلو. أعجب لاحقاً بزوجة يوليوس قيصر بومبيه فحاول اغوائها لكنه كشف. أخذ إلى المحاكمة لكنه خرج ببرائة. قتل بعد ذلك بعد نزاع بينه هو وأتباعه مع تيتوس أنيوس ميلو في سنة 52 ق م.